# 안 이달고
안 이달고(Anne Hidalgo, 1959년 6월 19일 ~ )는 프랑스의 정치인으로, 파리 시장이다. 2001년 3월 25일부터 2014년 4월 5일까지 파리 부시장을 역임했으며, 2014년 4월 5일부터 파리 시장을 역임하고 있다.

## 역대 선거 결과
| 선거명      | 직책명                     | 대수 | 정당   | 1차 득표율 | 1차 득표수 | 2차 득표율 | 2차 득표수 | 결과 | 당락                     |
| ----------- | -------------------------- | ---- | ------ | ---------- | ---------- | ---------- | ---------- | ---- | ------------------------ |
| 2001년 선거 | 시의원 (파리 15구)         | -대  | 사회당 | 27.23%     | 19,970표   | 41.12%     | 30,581표   | 2위  | 낙선                     |
| 2002년 선거 | 하원의원 (파리 제12선거구) | 12대 | 사회당 | 29.62%     | 12,939표   |            |            | 2위  | 낙선                     |
| 2004년 선거 | 지방의원 (파리 선거구)     | -대  | 사회당 | 37.24%     | 258,495표  | 50.44%     | 372,421표  | 1위  | 일드프랑스 지방의원 당선 |
| 2007년 선거 | 하원의원 (파리 제13선거구) | 13대 | 사회당 | 28.21%     | 13,004표   | 43.26%     | 18,071표   | 2위  | 낙선                     |
| 2008년 선거 | 시의원 (파리 15구)         | -대  | 사회당 | 35.87%     | 28,313표   | 47.35%     | 38,479표   | 2위  | 낙선                     |
| 2010년 선거 | 지방의원 (파리 선거구)     | -대  | 사회당 | 26.26%     | 148,324표  | 57.95%     | 342,761표  | 1위  | 일드프랑스 지방의원 당선 |
| 2014년 선거 | 시의원 (파리 15구)         | -대  | 사회당 | 29.10%     | 23,336표   | 36.62%     | 29,563표   | 2위  | 낙선                     |
| 2014년 선거 | 파리 시장                  | 14대 | 사회당 | 34.40%     | 233,808표  | 53.33%     | 305,681표  | 1위  | 파리 시장 당선           |
| 2020년 선거 | 파리 시장                  | 14대 | 사회당 | 29.33%     | 162,219표  | 48.49%     | 224,790표  | 1위  | 파리 시장 당선           |
| 2022년 선거 | 대통령                     | 26대 | 사회당 | 1.75%      | 616,478표  |            |            | 10위 | 낙선                     |